# Reinhold Hilbers

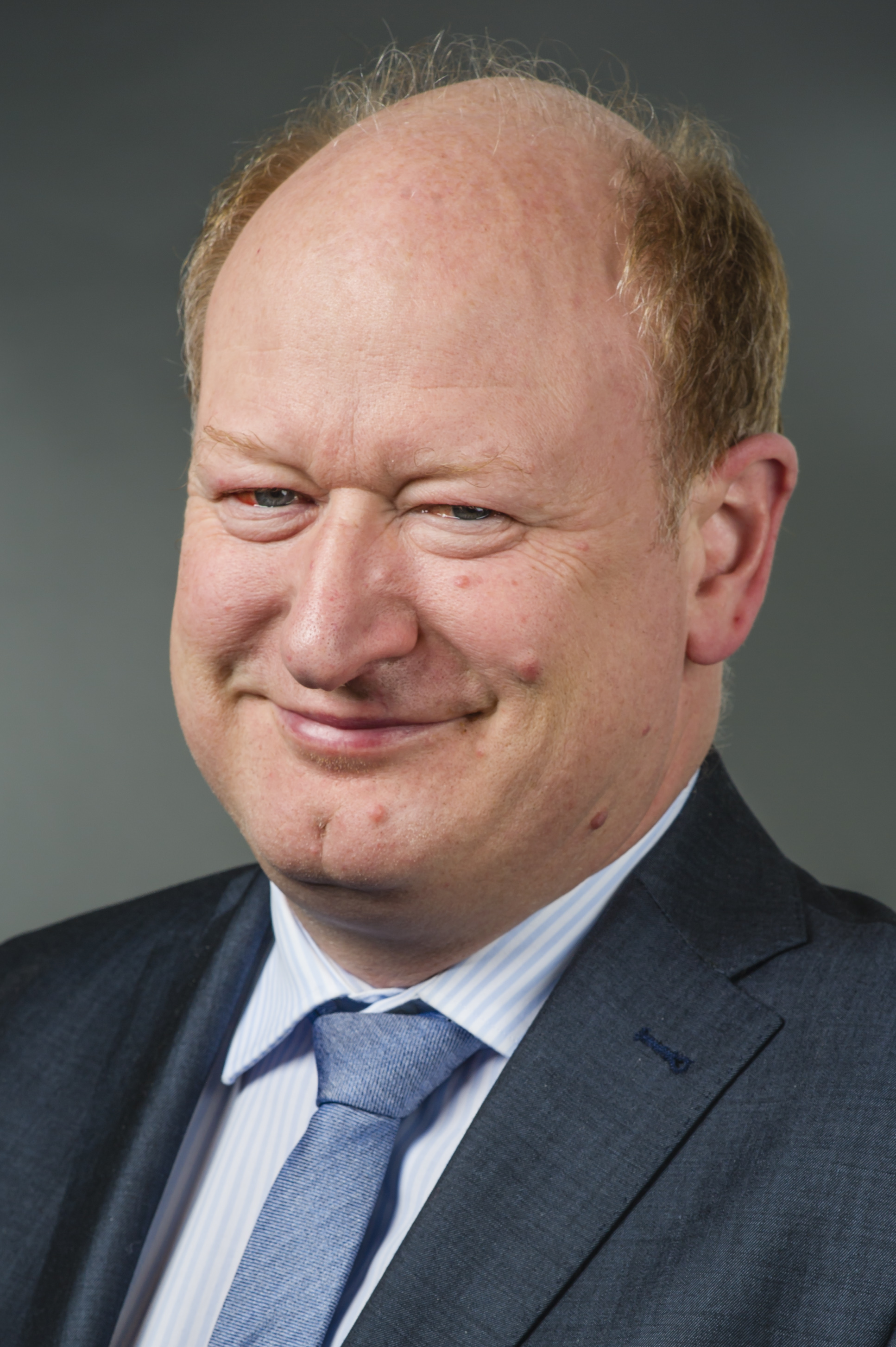
Reinhold Hilbers, 2018

Reinhold Hilbers (* 25. Juli 1964 in Lingen (Ems)) ist ein deutscher Politiker (CDU). Vom 22. November 2017 bis zum 8. November 2022 war er niedersächsischer Finanzminister, zudem gehört er seit März 2003 dem Niedersächsischen Landtag an.

## Leben
Nach seiner Ausbildung zum Groß- und Außenhandelskaufmann erwarb er seine Fachhochschulreife und leistete seinen Grundwehrdienst bei der Bundeswehr. Anschließend studierte er Betriebswirtschaft an der Fachhochschule Osnabrück. Seit 1999 war er Verwaltungsleiter der Lebenshilfe Nordhorn GmbH.
Hilbers ist seit 1988 Mitglied der CDU und seit 1991 Mitglied des CDU-Kreisverbandes Grafschaft Bentheim, in dessen Kreistag er sitzt. Er ist seit dem März 2003 Mitglied im Landtag Niedersachsen und Fraktionsvorsitzender der CDU im Kreistag der Grafschaft Bentheim.
2003 wurde Reinhold Hilbers mit 72,2 % als direktgewählter Landtagsabgeordneter in seinem Wahlkreis 88 Emlichheim gewählt. Der Wahlkreis wurde auf Grund der Neuordnung und Verkleinerung des Landtages für die kommende Wahl mit dem Wahlkreis Nordhorn zusammengelegt. Der neue Wahlkreis Grafschaft Bentheim umfasst die Städte Bad Bentheim und Nordhorn, die Gemeinde Wietmarschen sowie die Samtgemeinden Emlichheim, Neuenhaus und Uelsen. Bei der Landtagswahl 2008 erlangte er ein Erststimmenergebnis von 55,6 Prozent, 2013 ein Ergebnis von 52,75 Prozent, 2017 51,1 Prozent und 2022 41,9 Prozent der Erststimmen. Von 2009 bis 2013 war er haushaltspolitischer Sprecher der CDU-Fraktion im Niedersächsischen Landtag. Von 2013 bis 2017 war er dort stellvertretender Fraktionsvorsitzender für die Bereiche Haushalt, Finanzen und Soziales.
Im Vorfeld der Landtagswahl 2017 wurde Hilbers in das Schattenkabinett des CDU-Spitzenkandidaten Bernd Althusmann berufen; er sollte das Sozialressort übernehmen.
Nach Abschluss der Koalitionsverhandlungen am 16. November 2017 wurde Hilbers am 22. November 2017 Niedersächsischer Finanzminister im Kabinett Weil II. In dieser Funktion war er Aufsichtsratsvorsitzender der NORD/LB. Darüber hinaus ist er Mitglied des Verwaltungsrates der KfW, war von Januar 2018 bis November 2022 Aufsichtsratsmitglied der Deutschen Messe AG und der Salzgitter AG sowie von 2017 bis 2022 ordentliches Mitglied des Bundesrats. Im Zuge des Amtsantritts des Kabinetts Weil III schied er am 8. November 2022 aus dem Ministeramt aus.
Hilbers ist römisch-katholischer Konfession, hat mit seiner Ehefrau Martina vier Kinder und lebt in Lohne (Wietmarschen).
Ehrenamtlich ist er Mitglied im Vorstand des Kolping Bildungswerk e. V., Salzbergen.